# Henckelia filicalyx
Henckelia filicalyx är en tvåhjärtbladig växtart som beskrevs av Brian Laurence Burtt. Henckelia filicalyx ingår i släktet Henckelia och familjen Gesneriaceae. Inga underarter finns listade i Catalogue of Life.